# Nabuchodonosor III
Nabuchodonosor III est un prince de Babylone (vers 522 av. J.-C.). Il prétend être le deuxième fils de Nabonide.
Il mène une courte rébellion contre Darius Ier, qui envoie son armée en bataille au Tigre, le 13 décembre 522 av. J.-C., puis à l'Euphrate près de Zazannu. Nabuchodonosor III s'enfuit dans sa capitale avec le reste de sa cavalerie.
Darius ensuite assiège la haute ville fortifiée de Babylone, réussissant la prise de la capitale, et Nabuchodonosor III est mis à mort.
Son identité exacte est incertaine. Selon l'inscription de Behistun, Darius a affirmé qu'il était un imposteur appelé Nidinta-Bel, mais certains historiens considèrent qu'il a probablement un lien avec la précédente famille royale babylonienne[réf. nécessaire].
Il ne doit pas être confondu avec Nabuchodonosor IV, qui a mené une révolte semblable contre les Perses environ un an plus tard.